# I Feel Alive (альбом)
I Feel Alive — четвёртый студийный альбом канадской инди-рок-группы Tops, изданный 3 апреля 2020 года на лейбле Arbutus Records. Альбом получил положительные отзывы музыкальной критики и интернет-изданий.

## Отзывы
| Совокупная оценка | Совокупная оценка |
| Источник          | Оценка            |
| ----------------- | ----------------- |
| Album of the Year | 71/100            |
| AnyDecentMusic?   | 6.7/10            |
| Metacritic        | 72/100            |
| Оценки критиков   |                   |
| Источник          | Оценка            |
| AllMusic          | [ 1 ]             |
| Clash             | 7/10              |
| Cult MTL          | 8/10              |
| DIY               | [ 7 ]             |
| Exclaim!          | 7/10              |
| The Guardian      | [ 9 ]             |
| musicOMH          | [ 10 ]            |
| Pitchfork         | 6.7/10            |
| Q                 | [ 12 ]            |
| Under the Radar   | 7/10              |

Альбом получил положительные отзывы музыкальной критики и интернет-изданий. Агрегационный сайт Metacritic оценил альбом на 72 балла по отзывам профессиональных рецензентов.
Марси Донельсон из AllMusic отметил в рецензии, что «За четыре альбома TOPS практически освоили свою особую нишу, и в этом отношении I Feel Alive должен обеспечить привычный, пусть и нестандартный, комфорт для устоявшихся поклонников. Однако и начинающие, и новые слушатели получат порцию хорошо продуманных, чувственных песен для отдыха».
Бен Бомонт-Томас, обозреватель газеты The Guardian счёл, что «На протяжении всего альбома мелодии так же мягко и сильно великолепны, как и корабли мечты, на которые вокалистка Джейн Пенни, кажется, смотрит или плачет над их полароидами. Tops теперь, наряду с Phoenix, являются мастерами современного софт-рока — просто не меняйтесь».
По мнению Ника Харриса из DIY «на четвёртом альбоме I Feel Alive видно, что они хорошо отработали своё ремесло, создав 35 минут своей фирменной меланхолии. …На самом деле, именно широта вкуса альбома является его главной сильной стороной. Разреженные, леденящие душу слои „Ballads and Sad Movies“, или же исполнение „Take Down“ в духе Джони Митчелл действительно демонстрируют широту, на которую способны TOPS. Вдобавок ко всему, вокал Джейн поражает воображение: от хрупкости Ланы Дель Рей до мощи Кейт Буш».

## Список композиций
| №                   | Название               | Длительность |
| ------------------- | ---------------------- | ------------ |
| 1.                  | «Direct Sunlight»      | 3:28         |
| 2.                  | «I Feel Alive»         | 2:34         |
| 3.                  | «Pirouette»            | 3:06         |
| 4.                  | «Ballads & Sad Movies» | 3:29         |
| 5.                  | «Colder & Closer»      | 3:05         |
| 6.                  | «Witching Hour»        | 3:13         |
| 7.                  | «Take Down»            | 2:43         |
| 8.                  | «Drowning in Paradise» | 2:59         |
| 9.                  | «OK Fine Whatever»     | 3:30         |
| 10.                 | «Looking to Remember»  | 2:50         |
| 11.                 | «Too Much»             | 4:21         |
| Общая длительность: | Общая длительность:    | 35:13        |

| №   | Название       | Длительность |
| --- | -------------- | ------------ |
| 12. | «Freeze Frame» |              |

## Чарты
| Чарт (2020)                         | Высшая позиция |
| ----------------------------------- | -------------- |
| США (Top Current Albums, Billboard) | 83             |